# Spilogona denudata
Spilogona denudata är en tvåvingeart som först beskrevs av Holmgren 1869.  Spilogona denudata ingår i släktet Spilogona och familjen husflugor. Inga underarter finns listade i Catalogue of Life.